# Bell Oliver
Bell Oliver, nome artístico de Bernardo Oliveira Cavalcanti de Amorim (Maceió, 13 de agosto de 1979), é um cantor brasileiro de forró eletrônico, que integra os vocais da banda Calcinha Preta.

## Biografia
Bell Oliver demonstrou interesse pela música desde a infância, chegando a montar junto com colegas de escola, um grupo musical que se apresentava por diversão em eventos do colégio. Logo em seguida integrou a banda Face Nova.
Oriundo de uma família de costumes simples e conservadores, seguiu a orientação de parentes e só se dedicou profissionalmente à música após concluir a faculdade de Administração no Centro Universitário Cesmac, em 2001.

## Carreira

### Cintura Fina
Após recuperar-se de uma cirurgia em uma das pernas, foi contratado pela banda Cintura Fina, de Aracaju, Sergipe. Curiosamente, nesse período chegou a dividir o palco com o vocalista Marlus Viana, com quem se reencontraria, anos depois, na banda Calcinha Preta.

### Cavaleiros do Forró
Tendo seu trabalho reconhecido na Cintura Fina, foi contratado em 2005 para substituir Neto Araújo na banda Cavaleiros do Forró. Além de interpretar sucessos antes cantados por seu antecessor, como "Mar de Doçura", imortalizou com sua voz canções como "Cadê Você", dueto com a cantora Eliza Clívia. Foi nessa época que dividiu os palcos e se tornou grande amigo de Ramon Costa, também vocalista da Cavaleiros.

### Calcinha Preta
Em 2008, Bell seria novamente escolhido para um grande desafio profissional: substituir Daniel Diau, então principal voz da Calcinha Preta. Criticado, à princípio, por parte dos fãs e da imprensa saudosos de Daniel, Bell foi aos poucos dando personalidade tanto aos antigos sucessos da banda quanto às novas gravações que fazia nos CDs que se seguiram. Em 2009, alcançou o auge ao ter a canção "Você Não Vale Nada", composição de Dorgival Dantas, interpretada na Calcinha Preta por Bell e Silvânia Aquino, na trilha sonora da da novela "Caminho das Índias", da Rede Globo. A música, tema da personagem Norminha, vivida por Dira Paes, foi um grande sucesso nacional, rendendo à banda o Prêmio Globo de Melhores do Ano de música do ano de 2009, o Prêmio Extra de Televisão de 2009 e o Troféu Imprensa de 2010.
Neste período, Bell se apresentou junto com a Calcinha Preta em vários programas televisivos de rede nacional, como o Domingão do Faustão e o Programa da Xuxa na Rede Globo, e outros shows de auditório de emissoras tais quais Band, Record e SBT. O ápice da exposição em cadeia nacional se deu com a participação da Calcinha Preta no especial de fim de ano de Roberto Carlos, realizado anualmente pela Rede Globo. Nessa ocasião, a dupla Bell Oliver e Silvânia Aquino cantou o sucesso "Você Não Vale Nada" com o "Rei".
Após chegar ao topo da mídia nacional, a banda, que já tinha a agenda lotada de apresentações por todo o Brasil, passou a internacionalizar sua rota de shows. Impulsionados pelo hit da novela, Bell e a Calcinha Preta se apresentaram pela América do Norte, Europa e África, permitindo ao Calcinha Preta justificar o slogan de "a maior banda de forró do planeta".

### Forró dos Balas
Em 2011, no entanto, Bell Oliver surpreende os fãs e o mercado forrozeiro ao anunciar sua saída da Calcinha Preta, junto ao seu amigo Ramon Costa, que havia entrado na banda em 2010. Em novembro de 2011, a dupla anuncia fundação do Forró dos Balas, um novo projeto encabeçado pela dupla, no qual, além de vocalistas, seriam os proprietários juntamente com outros sócios. Graças ao prestígio de seus integrantes fundadores, o grupo já se lançaria no mercado com estrutura e mídia de banda grande.
O Forró dos Balas foi oficialmente apresentado ao público em 2012 e lançou dois DVDs oficiais, 4 videoclipes e diversos álbuns de estúdio e promocionais ao vivo. Após aparecer em inúmeros programas de auditório de emissoras menores do Nordeste, a banda apareceu em 2013 em rede nacional no programa Boteco do Ratinho, do SBT, confirmando a banda como um dos maiores nomes do forró no país.

### Retorno à Calcinha Preta
Bell Oliver retornou para a banda Calcinha Preta no dia 07 de agosto de 2015.